# Histoire comparée
L'histoire comparée est une démarche consistant à mettre en parallèle des éléments du passé pour en faire ressortir les points communs et les différences, voire pour en tirer des réflexions plus générales sur l'histoire (fonctionnement des systèmes, mise en évidence de structures...). L'histoire comparée des sociétés est apparue comme une spécialité importante parmi les intellectuels des Lumières au XVIIIè siècle, déjà chez Montesquieu, chez  Voltaire et Adam Smith entre autres. Les sociologues et économistes du XIXe siècle ont souvent exploré l'histoire comparée, ainsi qu'en témoignent Alexis de Tocqueville, Karl Marx et Max Weber. Marc Bloch est l'un des grands noms qui ponctuent l'histoire comparée à partir de 1900.
En science historique, cette démarche comparatiste pose notamment le problème de sa méthodologie. Sur le plan épistémologique, l'histoire comparée entre en interaction avec plusieurs autres sciences humaines et sociales.
À partir de la fin du xxe siècle dans le contexte européen d'une coopération franco-allemande entre chercheurs, et ce dans un monde de plus en plus globalisé, quant à l'histoire croisée qui privilégie d'aborder l'histoire transnationale dans une histoire multi-perspectives (l'histoire globale étant apparue dès les années 1980) l'histoire comparée se renouvelle donc sous l'impulsion des tendances historiographiques  de celle-ci. Il s'agit dès lors, et dans ces démarches, d'écrire avec Leopold von Ranke et, en son métier d'historien : « Wie es eigentlich gewesen ist » (« comme cela s'est passé en réalité, dans les faits »).

## Histoire et comparaison
L'histoire comparée a elle-même son histoire, ponctuée à partir de 1900 par de grands noms comme ceux de Henri Berr, Émile Durkheim, Marc Bloch.
Si la comparaison fait partie de toute opération cognitive, « sa systématisation en méthode historique » est « intimement liée aux événements politiques » : selon Bénédicte Zimmermann, la guerre de 1870 puis la Première Guerre mondiale ont entrainé « un double mouvement de consolidation et de dépassement des histoires nationales » en Europe, ainsi qu'en témoigne « le plaidoyer » de Marc Bloch « Pour une histoire comparée de sociétés européennes ».

### Henri Pirenne
D'après Élise Julien, alors que Max Weber cherche à dégager la spécificité des sociétés occidentales modernes par le détour d’une comparaison à grande échelle et que l’histoire francophone connaît une évolution semblable dans les années 1920, Henri Pirenne épouse ouvertement la cause comparatiste en 1923 avec son discours au Ve Congrès international des sciences historiques à Bruxelles ,. Par sa méthode, Pirenne a été considéré comme l'inspirateur de l'école historique française dite École des Annales. Jacques Le Goff écrit : « pour les fondateurs des Annales il s'agissait de retrouver la synthèse historique et la perspective comparatiste, admirant la façon dont Henri Pirenne en avait parlé dans sa Méthode comparative en histoire au Ve congrès international des sciences historiques, le 9 avril 1923. »

### Marc Bloch, méthode et comparaison
« “L'histoire”, avait déclaré Durkheim, “ne peut être une science que dans la mesure où elle explique, et l'on ne peut expliquer qu'en comparant” ». D'après J.M. Hannick, « L'historien qui s'est le plus intéressé à la méthode comparative, qui l'a pratiquée avec le plus de succès et s'est exprimé à son sujet avec le plus de clarté est probablement M. Bloch » : Pour Bloch, pratiquer la méthode comparative, « c'est rechercher, afin de les expliquer, les ressemblances et les dissemblances qu'offrent des séries de nature analogue, empruntées à des milieux sociaux différents ». La méthode comparative aurait « d'abord une fonction heuristique, permettant de découvrir des phénomènes qu'on n'aurait pas aperçus à tel endroit si on n'avait eu en tête des réalités du même genre, plus visibles dans d'autres milieux ».

## Histoire comparée et sciences humaines
Tout au long du vingtième siècle, l'histoire comparée se trouve impliquée dans sa relation à d'autres sciences humaines et sociales, mais en premier lieu à la sociologie qui nécessite la démarche comparative pour se définir en tant que science. 
« Pour la linguistique saussurienne, l'ethnologie ou la sociologie durkheimienne », explique Olivier Dumoulin, « le recours à une démarche comparative constitue l'élément décisif pour l'identification de systèmes, de structures, de codes dont la découverte légitime leurs prétentions scientifiques », contrairement à ce que pensent les  « historiens “positivistes” » qui « consacrent l'établissement du fait unique comme seule voie possible pour une histoire scientifique ». Au début du siècle, le « refus de l'idée de loi historique », écrit-il, « expose les historiens à la contestation des sociologues ». Bien plus tard, quand l'objet de l'histoire comparée aura « considérablement changé depuis le début du siècle », Michel de Certeau observera dans les années 1970 que « l'opération historique » recourt à la démarche comparative « pour pousser à la limite les modèles construits par les sciences de l'Homme », parce que « par la comparaison historique on saisit plutôt les écarts, les résistances, les différences » .

## Nouvelles approches

### Synchronie et diachronie
L'une des difficultés de « la comparaison face à l’historicité de ses objets », difficultés qui toutes, concernent « l’articulation de la méthode et de l’objet », réside, selon Michael Werner et Bénédicte Zimmermann, dans le fait que « l’historicisation des objets et des problématiques peut susciter des conflits entre logiques synchronique et diachronique. La comparaison suppose une coupe synchronique, ou tout au moins un point d’arrêt dans le déroulement temporel, même si le comparatiste traite aussi de processus de transformations ou peut opérer des comparaisons dans le temps ».

### Limites du comparatisme: transferts culturels
Des réserves ont été exprimées sur « les limites du comparatisme en histoire culturelle » par Michel Espagne qui introduit la notion de « transferts culturels ». Michel Espagne a « élaboré cette notion depuis une dizaine d'années avec Michael Werner », relève Michel Trebitsch en 1998 dans Pour une histoire comparée des intellectuels: « L'attaque principale de Michel Espagne, étayée essentiellement sur l'exemple franco-allemand, porte sur le fait que les comparaisons s'opèrent toujours d'un point de vue national, ce qui les empêche d'élaborer de véritables outils comparatifs et les enferme dans des catégories purement abstraites ».

### De la comparaison à l'histoire croisée
Ainsi que l'observe Bénédicte Zimmermann, la chute du mur de Berlin en 1989 et la fin de la guerre froide marquent un nouveau tournant après celui de l'après Seconde Guerre mondiale. L'après-guerre aura donné lieu en effet à de « grandes enquêtes comparées d'histoire sociale et politique dont l'État-nation a constitué l'unité privilégiée » avec des clés d'explication des conflits mondiaux (ainsi, la thèse controversée du Sonderweg allemand). Tandis que la comparaison comme méthode de recherche et de construction d'objets occupait auparavant une place dominante « dans une conjoncture politique marquée par une logique d'oppositions de blocs », on assiste désormais, du fait de la nouvelle donne politique, à la « valorisation d'approches dédiées à l'étude des relations, des circulations et des interdépendances entre les différentes parties du monde ». L'histoire croisée « appartient à cette famille des approches relationnelles ».
De même que l'histoire comparée s'est déployée sur le terrain fécond d'une coopération entre chercheurs français et allemands, de même « l'histoire croisée et avant elle les études de transferts sont redevables des impulsions du laboratoire franco-allemand ».